# 丸金食品
丸金食品株式会社（まるきんしょくひん）は、大阪府大阪市中央区の菓子、珍味、つまみメーカー。

## 沿革
- 1951年5月 - 大阪市南区瓦屋町で「突出し問屋丸金商店」を創業
- 1954年12月 - 「株式会社丸金商店」として法人化
- 1978年 - 「丸金食品株式会社」と社名変更
- 1981年 - 新社屋落成

## 工場
- 本社工場：大阪府大阪市中央区島之内1丁目13番24号

## 主な商品
- おっぱいチョコ
- こけしあられ

## 関連会社
- 有限会社リアライズプラニング